# Leonid Ol'ševskij
Leonid Ol'ševskij, in russo Леонид Ольшевский? (Vil'komirsk, 1841 – post 1866), è stato un rivoluzionario russo.

## Biografia
Studente dell'Università di Mosca, partecipò alle manifestazioni di San Pietroburgo dell'ottobre 1861 e venne arrestato e imprigionato nella fortezza di Kronštadt, da cui fu rilasciato il 6 dicembre e confinato nella sua città di nascita. Tornò a Pietroburgo e il 15 maggio 1862 fu arrestato a seguito di una delazione che l'accusava di detenere materiale di propaganda. Rilasciato per mancanza di prove, fu nuovamente incarcerato il 21 luglio nella fortezza di Pietro e Paolo per detenzione di scritti sovversivi.
In una nota aveva scritto che era «assolutamente necessario che Alessandro II vada all'altro mondo al più presto possibile, altrimenti tutto prenderà una brutta piega e noi dovremo pagare», mentre nell'appello Al popolo russo - detto anche Racconto dello zio Kuz'mič - aveva immaginato che il contadino Kuz'mič si rivolgesse ad altri contadini descrivendo la miseria della loro condizione e delle sopraffazioni dei nobili. Kuz'mič narrava poi di uno studente «con la camicia rossa» il quale gli aveva detto che la terra era dei contadini, che lo zar non si curava di loro, che i preti raccontavano menzogne e che un giorno tutti sarebbero stati uguali: «bisogna soltanto attendere e ragionare, pensare con la propria testa e abbattere con l'ascia nelle mani tutti gli oppressori».
Era in sostanza il programma della Giovane Russia, per il quale fu condannato l'8 novembre 1864 a un anno di detenzione. Nel maggio del 1866 fu nuovamente arrestato perché sospettato di essere coinvolto nell'attentato di Karakozov. Mancano su di lui ulteriori notizie.